# Fronteira Iémen–Omã
A fronteira entre Iémen e Omã é a uma série de quatro linhas retilíneas num total de 228 km, sentido norte-sul, que separa o leste do Iémen do território do Omã. No norte faz a tríplice fronteira dos dois países com a Arábia Saudita, vai ao sul até ao litoral do mar Arábico.
Separa o província de Al Mahra do Iemen (no antigo Iémen do Sul) da província de Dofar de Omã. 
O Iémen, que já foi a Arábia Feliz dos antigos romanos e o Reino de Sabá do Velho Testamento, foi domínio do Império Otomano até 1918 (fim da Primeira Grande Guerra). Omã adquiriu sua independência em 1741, depois de ser domínio persa, depois de Portugal, dos Imãs muçulmanos e novamente dos persas. Sofreu influência administrativa do britânico do século XVIII ao XX. Sua soberania plena foi reconhecida somente em 1951. Esses movimentos marcaram a delimitação dessa fronteira.
A fronteira entre Omã e Iêmen resultou daquela traçada pelo Reino Unido, quando o Sultanato de Omã e o Protetorado de Áden eram colônias britânicas.
Em 1962-1963, a colônia de Áden foi dividida em Federação da Arábia do Sul no oeste e Protetorado da Arábia do Sul no leste, ambos permanecendo sob controle britânico. Após uma insurgência na região, a Grã-Bretanha retirou-se completamente de Áden e os dois protetorados foram unidos, ganhando a independência como Iêmen do Sul em 1967. Os comunistas assumiram o poder em 1969, renomeando o país como 'República Democrática Popular do Iêmen' e abolindo a tradicional semi-autonomia do sultão de Mahra.  Nessa época, o Iêmen do Norte permanecia um país separado. A fronteira do Iêmen do Sul com Omã permaneceu sem demarcação e as relações entre os dois países pioraram durante a Rebelião Dhofar, já que o Iêmen do Sul permitiu que os insurgentes comunistas se baseassem em seu território, resultando em várias escaramuças transfronteiriças.  As relações melhoraram na década de 1980, com os dois países restabelecendo relações diplomáticas em 1983. 
Após o colapso do governo comunista no Iêmen do Sul e a subsequente unificação com o Iêmen do Norte em 1990, um acordo de fronteira entre Omã e o Iêmen foi assinado em 1 de outubro de 1992, que finalizou a fronteira em sua posição atual.  A região da fronteira permaneceu pacífica durante as várias guerras civis no Iêmen desde então. Durante a guerra atual, a fronteira permaneceu sob controle do governo iemenita, embora tenha havido relatos de contrabando de armas através da fronteira e interferência de Omã e da Arábia Saudita na província iemenita de Al Mahra. 